# Dorit Linke

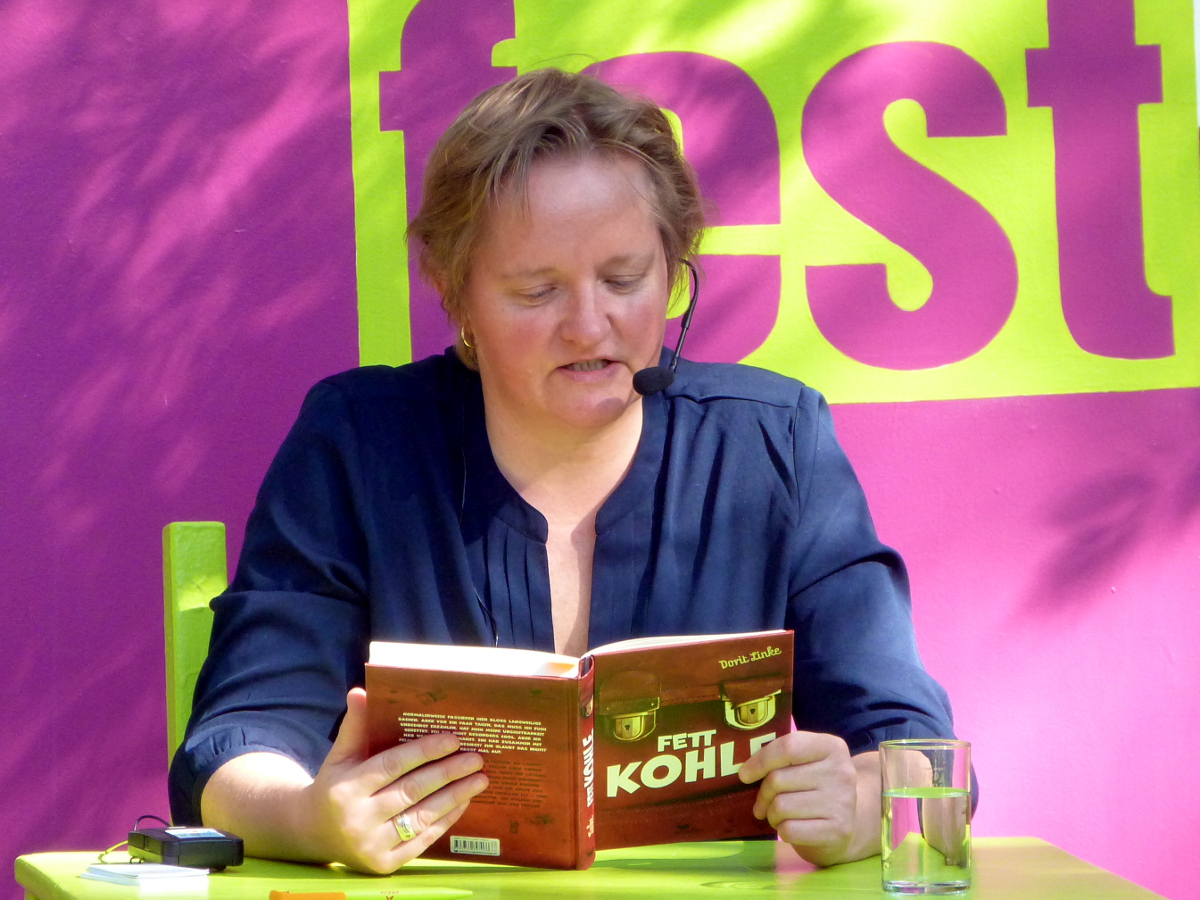
Dorit Linke beim Erlanger Poetenfest 2015

Dorit Linke (* 1971 in Rostock) ist eine deutsche Schriftstellerin.

## Leben
Dorit Linke studierte Landschaftsplanung an der TU Berlin (Abschluss: Dipl.-Ing.) und lebte außerdem in Manchester, Lübeck und Glasgow. Sie ist Zeitzeugin der Bundesstiftung zur Aufarbeitung der SED-Diktatur, engagiert sich für die politische Bildung junger Menschen und ist Mitglied der Vereinigung Autoren helfen, die sich für humanitäre und soziale Anliegen einsetzt. Sie lebt und arbeitet in Berlin, gibt Schreibworkshops an Schulen, macht Stadtführungen zu den Schauplätzen ihrer Romane, schreibt redaktionelle Beiträge für Unternehmen und bietet digitale Literaturformate für Schulen an. Sie ist Gründungs- und Vorstandsmitglied von METIS e.V., einem in Mecklenburg-Vorpommern angesiedelten, im Januar 2020 gegründeten Verein zur Vermittlung und Entwicklung digitaler Unterrichtsformate.
In ihrem Roman Jenseits der blauen Grenze, der 2015 für den Deutschen Jugendliteraturpreis nominiert war, Schullektüre ist und an mehreren Bühnen als Theaterstück aufgeführt wird, verarbeitet sie die 1980er Jahre und die politischen und persönlichen Erfahrungen ihrer Generation der DDR. Das Werk wurde verfilmt und kam 2024 in den Kinos.
Dorit Linke ist Autorin des Friedrich-Bödecker-Kreis. Sie ist Gründerin von onleli, einer Plattform für Onlinelesungen von deutschsprachigen Kinder- und Jugendbuchautoren.

## Veröffentlichungen
- 2002 „Der Apfel“, veröffentlicht in „Formen und Wege einer neuen Literatur“, dtv, ISBN 978-3-423-24302-5
- 2014 „Jenseits der blauen Grenze“, Hardcover, Magellan Verlag, ISBN 978-3-7348-5602-0
  - Taschenbuch-Ausgabe 2016, Magellan Verlag, ISBN 978-3-7348-8201-2
  - russische Übersetzung 2017 „По ту сторону синей границы“, Verlag Samokat, ISBN 5-91759-485-6
- 2015 „Fett Kohle“, Hardcover, Magellan Verlag, ISBN 978-3-7348-4706-6
  - Taschenbuch-Ausgabe 2018: „Fett Kohle“, Magellan Verlag, ISBN 3-7348-5403-2
- 2019 „Wir sehen uns im Westen“, Carlsen Verlag, August 2019, ISBN 3-551-31841-7
- 2021: „Ein Fall für die Tierretter“, Loewe, ISBN 3-7432-0775-3
- 2021 „Beyond the Blue Border“, Charlesbridge Publishing, Watertown, USA, Sprache: Englisch, ISBN 1-62354-177-8

## Auszeichnungen
- 2002 „Der Apfel“, 2. Publikumspreis beim Wettbewerb „Literatur digital“[13]
- 2015: Empfehlung „Jenseits der blauen Grenze“ vom Goethe-Institut[14]
- 2015: Deutschlandfunk, „Jenseits der blauen Grenze“ unter den besten 7 Büchern für junge Leser[15]
- 2015: Nominierung von „Jenseits der blauen Grenze“ für den Deutschen Jugendliteraturpreis[16]
- 2015: White Ravens Buch, Empfehlungskatalog von Kinder- und Jugendbüchern aus 55 Ländern, „Jenseits der blauen Grenze“[17]
- 2016: Spreewaldstipendium[18]
- 2016: Leipziger Lesekompass für „Fett Kohle“[19]
- 2016: Goldener Bücherpirat für „Fett Kohle“[20]
- 2016: IBBY Ehrenliste: „Jenseits der blauen Grenze“[21], Liste präsentiert die beste Neuerscheinung des jeweiligen Landes, geeignet zur weltweiten Publikation
- 2019: Stipendium der Berliner Senatsverwaltung für Kultur und Europa[22]
- 2023: Bundesverdienstkreuz am Bande[23]

## Drehbücher fürs Theater / Arbeit am Theater
- „Together“ 2021, Kinder- und Jugendtheater Morgenstern, Berlin
- Bürger:innenbühne 2022, „Carpe diem, aber schnell!“ Kinder- und Jugendtheater Morgenstern, Berlin
- „Aufbrechender Asphalt“ 2023, Kinder- und Jugendtheater Morgenstern, Berlin
- „Schattenspiele“ 2024 (in Produktion), Kinder- und Jugendtheater Morgenstern, Berlin
- 2022: Kuratorin Lesefestival für Kinder und Jugendliche „Wagnis: Kopfsprung in neue Geschichten“ am Theater Morgenstern
- 2023: Kuratorin Lesefestival für Kinder und Jugendliche „LOSGELESEN! Welten entdecken. Bücher aufschlagen und Segel setzen“ am Theater Morgenstern

## Schreibwerkstätten für Schulklassen zur Politischen Bildung
- Schreibwerkstatt „Lichtenhagen“[24]
- Schreibwerkstatt „Künstliche Intelligenz“[25]
- Schreibwerkstatt[26]
- Schreibwerkstatt „Fake News“[27]
- Schreibwerkstatt „Populismus“[28]
- Schreibwerkstatt „Der Tyrannei widerstehen“[29]

## Theaterfassung „Jenseits der blauen Grenze“
- 2019: Jenseits der blauen Grenze am Theater Altenburg in Gera, Puppentheater[30]
- 2018/2019 und 2020: Jenseits der blauen Grenze am Theater der Altmark in Stendal[31]
- 2018: Uraufführung von Jenseits der blauen Grenze am Volkstheater Rostock,[32]
- 2019/2020: Jenseits der blauen Grenze an der Vorpommerschen Landesbühne
- 2023: Premiere von Jenseits der blauen Grenze am Nationaltheater Weimar

## Belege
1. ↑  Biografie Dorit Linke
2. ↑  Dorit Linke, Berlin (Berlin). In: zeitzeugenbuero.de. Abgerufen am 14. September 2019.
3. ↑  Bundesstiftung zur Aufarbeitung der SED-Diktatur. Abgerufen am 14. September 2019.
4. ↑  Literatur Agentur Hanauer. Abgerufen am 15. Januar 2025.
5. ↑  Inhalte und Intention des Workshops – Dorit Linke, Autorin. Abgerufen am 14. September 2019.
6. ↑  Auf den Spuren des Romans „Jenseits der blauen Grenze“ – Dorit Linke, Autorin. Abgerufen am 14. September 2019.
7. ↑  schullesung-online.de – Vom Schreibtisch digital ins Klassenzimmer. Abgerufen am 14. September 2019.
8. ↑  Der Verein. metis-in-mv.de, abgerufen am 2. April 2020 (deutsch).
9. ↑  AKJ- www.akj.de: Jenseits der blauen Grenze. Abgerufen am 14. September 2019.
10. ↑  Jenseits der blauen Grenze. Abgerufen am 14. September 2019.
11. ↑  Dorit Linke - Autorendatenbank - Friedrich-Bödecker-Kreis e.V. Abgerufen am 14. September 2019.
12. ↑  onleli qualifizierte Onlinelesungen für den Unterricht. Abgerufen am 2. Mai 2020 (deutsch).
13. ↑  dichtung digital. Magazin zur digitalen Ästhetik. Abgerufen am 14. September 2019.
14. ↑  Die große Vielfalt. Abgerufen am 14. September 2019.
15. ↑  Kritik - Die besten 7 Bücher für junge Leser im Januar. Abgerufen am 14. September 2019.
16. ↑  AKJ- www.akj.de: Jenseits der blauen Grenze. Abgerufen am 14. September 2019.
17. ↑  Internationale Jugendbibliothek: White Ravens Database. Abgerufen am 14. September 2019 (englisch).
18. ↑  PREISTRÄGER stehen fest – 11. SPREEWALD-LITERATUR-STIPENDIUM 2018/2019. Ehemals im Original (nicht mehr online verfügbar); abgerufen am 14. September 2019. (Seite nicht mehr abrufbar. Suche in Webarchiven)
19. ↑  Stiftung Lesen | Fett Kohle. Ehemals im Original (nicht mehr online verfügbar); abgerufen am 14. September 2019. (Seite nicht mehr abrufbar. Suche in Webarchiven)
20. ↑  Fett Kohle - Bücherpiraten e. V. Abgerufen am 14. September 2019.
21. ↑  2016: IBBY official website. Abgerufen am 14. September 2019.
22. ↑  Arbeits- und Recherchestipendien für 29 Berliner Autorinnen und Autoren vergeben, Meldung auf Buchmarkt.de vom 26. November 2019, abgerufen am 30. November 2019.
23. ↑  Ordensverleihung zum Tag der Deutschen Einheit. In: bundespraesident.de. 9. Oktober 2023, abgerufen am 16. Oktober 2023.
24. ↑  Schreibwerkstatt »Lichtenhagen«, auf literaturhaus-berlin.de, abgerufen am 15. Oktober 2023
25. ↑  „Künstliche Intelligenz“, auf dorit-linke.de
26. ↑  Klassische Schreibworkshops, auf metis-in-mv.de, abgerufen am 15. Oktober 2023
27. ↑  „Fake News“, auf dorit-linke.de
28. ↑  „Populismus“, auf dorit-linke.de
29. ↑  „Der Tyrannei widerstehen“, auf dorit-linke.de
30. ↑  Figurentheater „Jenseits der blauen Grenze“ feiert Premiere in Gera, auf lvz.de
31. ↑  Jenseits der blauen Grenze, auf louisvillinger.de
32. ↑  Uraufführung im Volkstheater Rostock um DDR-Flucht, auf sueddeutsche.de

| Personendaten    | Personendaten             |
| ---------------- | ------------------------- |
| NAME             | Linke, Dorit              |
| KURZBESCHREIBUNG | deutsche Schriftstellerin |
| GEBURTSDATUM     | 1971                      |
| GEBURTSORT       | Rostock                   |